# Раковищи (Любанский район)
Раковищи (бел. Ра́кавішчы) — деревня в Любанском районе Минской области Беларуси. В составе Юшковичского сельсовета.

## География
Рядом пролегает дорога Р-55. 
Ближайшие населённые пункты Заболоть, Дубники, Юшковичи и др.

## История
В 1908 году в Заболотской волости Бобруйского уезда Минской губернии Российской империи, застенок Раковище, 13 дворов, 74 жителей.

## Население

### Численность
- 2019 год — 12 жителей

### Динамика
- 1999 год — 31 жителей (перепись населения)
- 2009 год —  18 жителей (перепись населения)[3]
- 2019 год — 12 жителей (перепись населения)

## Улицы
- Лесная
- Лесная